# عباس (بازیگر)
عباس (انگلیسی: Abbas؛ زادهٔ ۲۱ مهٔ ۱۹۷۵) هنرپیشه اهل هند است. وی متولد شهر کلکته است.

## بخشی از فیلمشناسی
- سرزمین عشق (۱۹۹۶)
- بخش ویژه (۱۹۹۷)
- پادایاپا (۱۹۹۹)
- من دیده‌ام، دیده‌ام (۲۰۰۰)
- هی رام (۲۰۰۰)
- رعد و برق (۲۰۰۱)
- پامال کی.سامباندام (۲۰۰۲)
- باندا پاراماسیوام (۲۰۰۳)
- شوک (۲۰۰۴)
- ضربه زدن (۲۰۰۴)
- آتش زیبا (۲۰۰۴)
- این موضوع است (۲۰۰۸)